# Marmitta (cucina)

Marmitta antica

La marmitta è un grande tegame per cuocere la minestra.

## Storia

Marmitta da fuoco in terracotta con tracce di bruciatura sul fondo, tra il 30 a.C. e il 395, Periodo romano dell'Egitto. Museo Egizio, Torino.

La parola "marmitta" proviene dal francese "marmite" e significa "falso", "ipocrita", perché questo recipiente quando è chiuso dal coperchio nasconde il suo contenuto. La marmitta ha una parete bombata che si allunga nella parte mediana, ha fondo e bocca con lo stesso diametro. Veniva utilizzata nelle macchine per cucinare e come combustibile si usavano legna e carbone. Nel 1800, non essendoci il gas o l'energia elettrica, non era possibile regolare la fiamma, quindi queste pentole disponevano di 3 o più fornelli, chiusi da cerchi di ghisa di diametro decrescente, che servivano ad aumentare o ridurre la temperatura. Per consentire al recipiente di avvicinarsi alle braci e ampliarsi, bisognava togliere 2 o 3 cerchi. Questo tipo di tegame era tipico nelle caserme e nei collegi.

## Struttura
La forma della marmitta, stretta di collo e larga di pancia, fa sì che il vapore per fenomeno fisico tenda a salire e ricondensarsi, sotto forma di gocce, sul fondo del recipiente; in questo modo si evitava un'eccessiva evaporazione del liquido in ebollizione e la necessaria aggiunta di acqua che avrebbe impoverito brodo o sugo. La marmitta è simile a una pentola, ma più grande e può essere di rame stagnato, di ferro, o anche di terracotta.

### Marmitta a gradino e ad anello
La marmitta a gradino veniva usata per l'impiego nelle cucine economiche, nate nel dopoguerra come tipologia di stufa particolare realizzata in acciaio, con superfici in ghisa, e caratterizzate da un'ampia superficie. Per accelerare l'ebollizione del liquido con economia, questi recipienti potevano essere inseriti, grazie al gradino, nella bocca di cottura, ricevendo cosi più calore dalla fiamma. Lo stesso ragionamento valeva anche per la marmitta ad anello che, con l'aiuto di un cerchio metallico veniva attaccato a metà parete sul piano della cucina, mentre la sua parte inferiore poteva essere inserita dentro al fornello.